# Hélène Davo
Hélène Davo, née le 7 mars 1970 à Soyaux (Charente), est une magistrate française.
Ancienne conseillère pour la justice d'Emmanuel Macron, elle est nommée première présidente de la cour d'appel de Bastia en 2022.

## Biographie

### Famille et formation
Hélène Davo naît le 7 mars 1970 à Soyaux (Charente), du mariage de José Davo et de Joséphine Martinez. Elle est fille et petite fille d'exilés républicains espagnols.
Après des études secondaires au lycée Guez-de-Balzac d'Angoulême, elle poursuit des études supérieures à l'université de Bordeaux, où elle obtient une maîtrise de droit international et communautaire, puis à l'université de Deusto, à Bilbao en Espagne. Elle est également diplômée de l'Institut d'études politiques de Pariset de l'Ecole Nationale de la Magistrature.
Le 10 juillet 1997, elle épouse José Manuel Albares Buéno, diplomate, ministre des affaires étrangères du royaume d'Espagne[Quoi ?]. De ce mariage, naissent une fille et trois garçons. Ils sont divorcés.

### Carrière

#### Postes occupés
Hélène Davo est élève à l'École nationale de la magistrature entre 1995 et 1997. Elle est ensuite nommée dans ses premières fonctions comme magistrate, juge au tribunal de grande instance de Meaux, chargée du tribunal d'instance  de Coulommiers en Seine-et-Marne de 1997 à 2000. En 2000, elle est nommée rédactrice au bureau des droits de l'homme au ministère de la Justice, puis en 2001, conseillère du procureur général de l'État de Colombie au Haut commissariat des droits de l'homme en Colombie à l'Organisation des Nations unies. En 2003, elle est nommée juge d'instruction au tribunal de grande instance de Paris. En 2007, elle est première substitut à l'administration centrale du ministère de la Justice et en 2009, chargée de mission à l'École nationale de la magistrature. En 2011, elle est magistrate de liaison en Espagne et en 2016, première vice-présidente adjointe du tribunal de grande instance de Paris, présidente de la 16e chambre chargée du terrorisme et de la criminalité organisée. En 2017, elle est nommée directrice adjointe du cabinet du Garde des Sceaux, ministre de la Justice. En 2019, elle est nommée conseillère Justice du Président de la République. Elle est nommée dans le cadre de ces fonctions, inspectrice générale de la justice le 18 août 2020, un poste support,  restant en fonction aux côtés d'Emmanuel Macron. Elle est nommée première présidente de la cour d'appel de Bastia en 2022.Elle est conseillère à la Cour de Cassation.

#### Faits notoires
Hélène Davo joue un rôle dans l'apaisement des tensions entre la France et l’Espagne au sujet du traitement judiciaire du terrorisme basque.
À la direction du cabinet de la garde des Sceaux Nicole Belloubet, elle a un rôle majeur dans les arbitrages sur la réforme de la justice, notamment en proposant à la ministre les noms pour les postes sensibles de procureur de la République ou de procureur général.

### Controverses
Le 9 juin 2022, le Conseil supérieur de la magistrature la propose à la tête de la cour d'appel de Bastia, alors qu'elle n'a jamais dirigé jusque-là de juridiction. Cette nomination rencontre une forte opposition de l'Union syndicale des magistrats, qui dénonce « une nomination politique ». Le Point note en effet qu'en termes d’expérience en juridiction, Hélène Davo était la moins bien classée des onze candidats. Après une courte vacance, Xavier Ronsin la remplace à l'Élysée.

## Distinctions
Le 30 décembre 2016, Hélène Davo est nommée au grade de chevalier dans l'ordre national de la Légion d'honneur, au titre de « magistrate de liaison en Espagne ; 21 ans de services »
Elle a été décorée dans le cadre de ses fonctions de magistrate de liaison par les autorités espagnoles pour son rôle majeur dans la coopération judiciaire franco-espagnole: par le président du gouvernement, le ministre de la justice et le ministre de l'intérieur.

## Pour approfondir